# حسینیه علی هاشم
حسینیه علی هاشم مربوط به دوره قاجار است و در شهرستان زارچ، خیابان امام خمینی، محله دارالشفاء ، جنب مسجد محمدیه زارچ واقع شده و این اثر در تاریخ ۱۵ دی ۱۳۸۷ با شمارهٔ ثبت ۲۴۳۶۹ به‌عنوان یکی از آثار ملی ایران به ثبت رسیده است.
این حسینیه توسط مرحوم علی هاشم ( با استفاده از زمین های مجاور خانه خودش که در دوره قاجار بنا شده بود و آن روز مالک آن زمین ها بود ) ساخته و توسط آن مرحوم هنگام ریاستش در شهر زارچ ، بین سالهای 1312 تا 1313  توسط ایشان تکمیل گردید .
امروزه این حسینیه به حسینیه  علی هاشم  معروف می باشد که از زمان تاسیس آن را با همین نام می شناختند که  در صفحه 156 کتاب ( زارچ شهری بر کرانه کویر نوشته مرحوم جعفر شمس الدینی ) به این حسینیه با مستندات اشاره شده است .

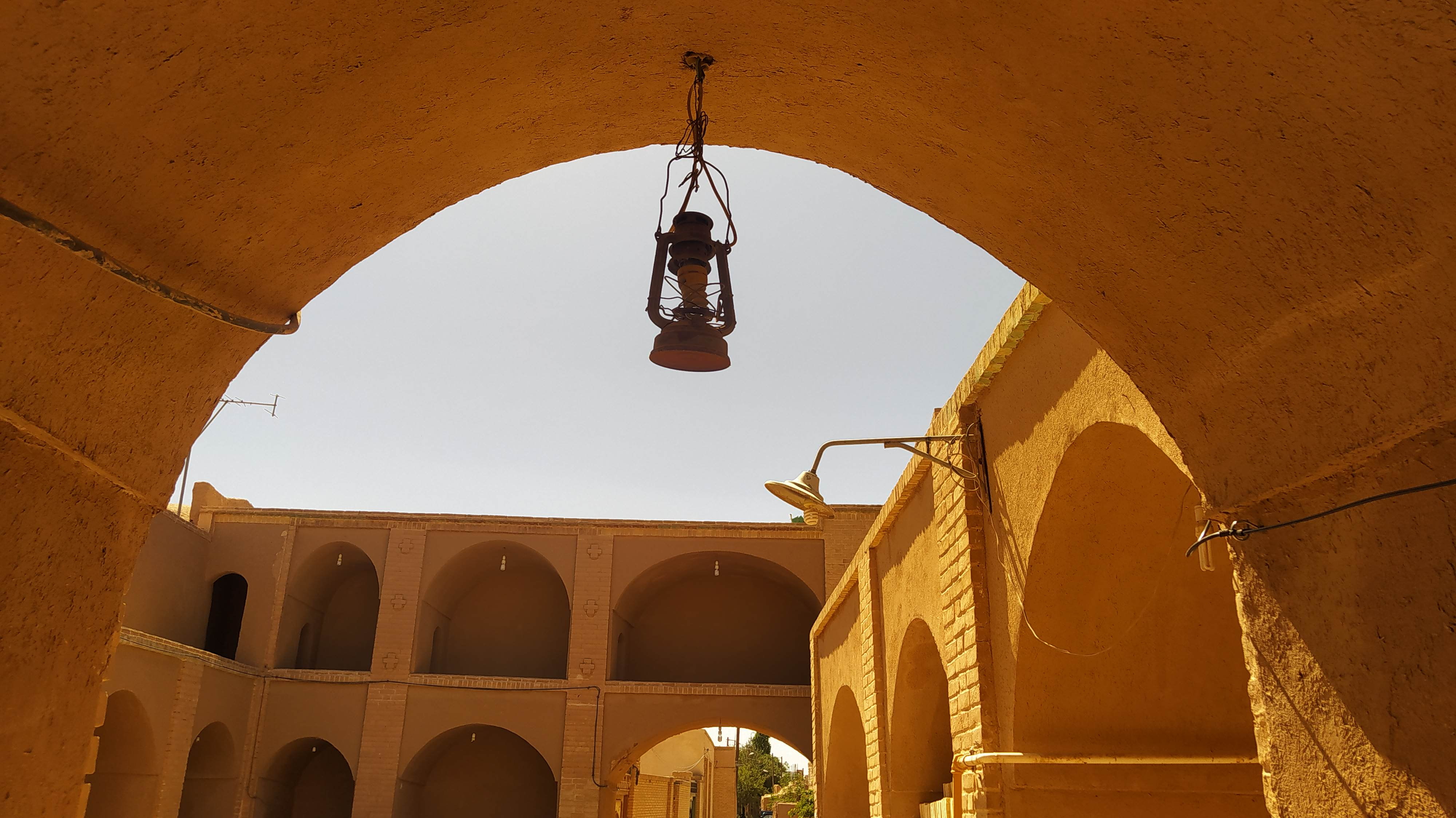

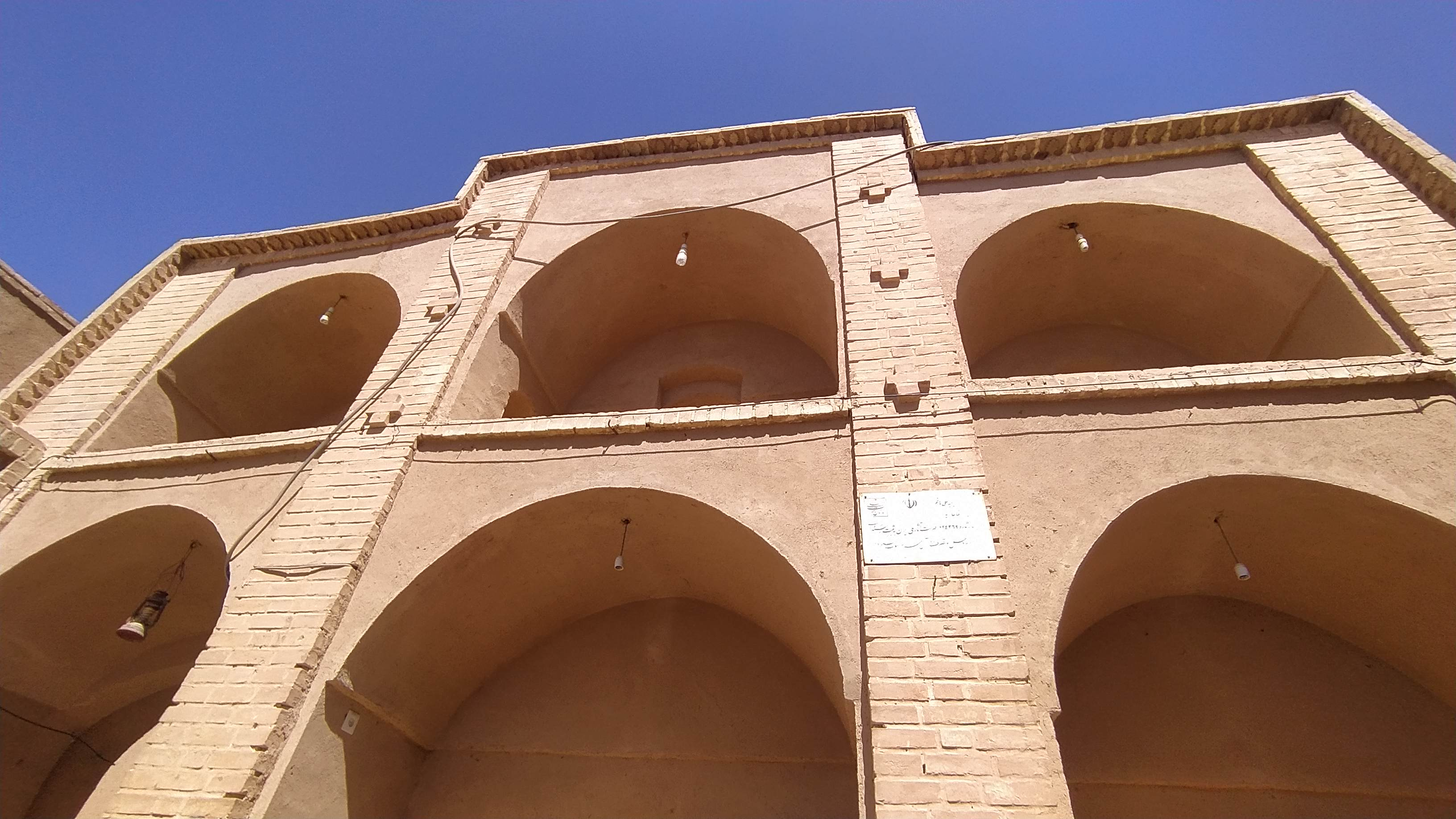

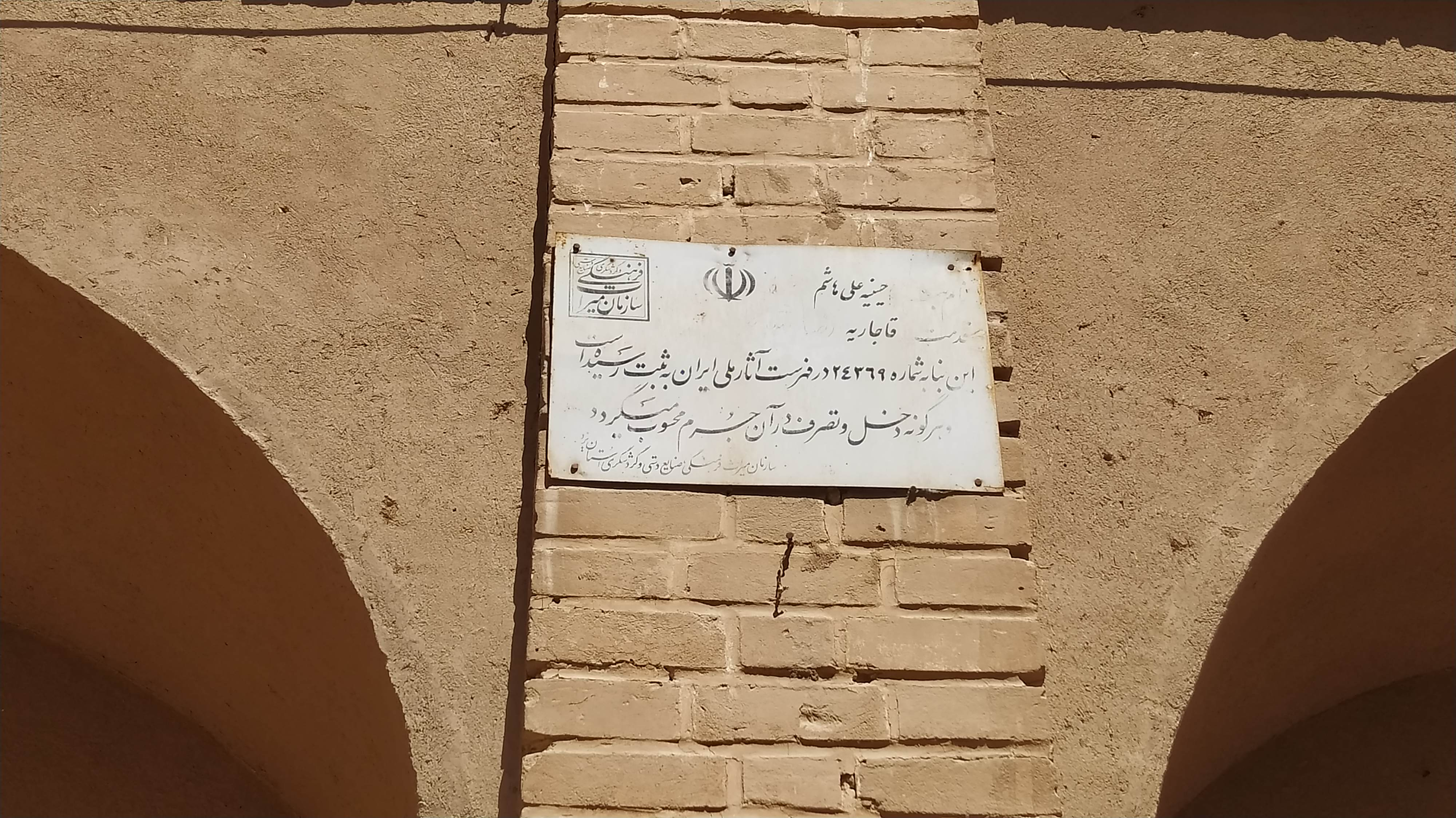

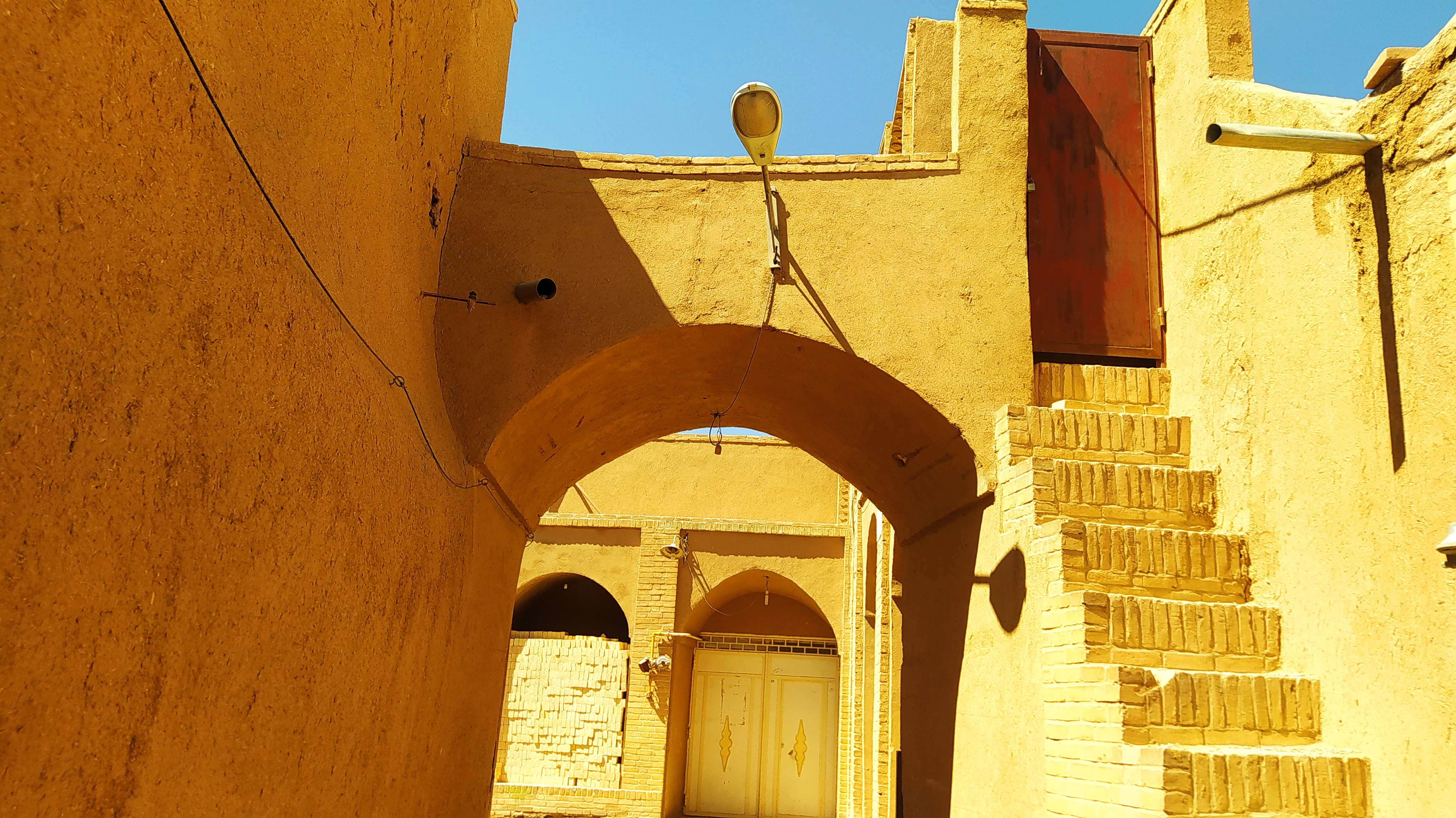

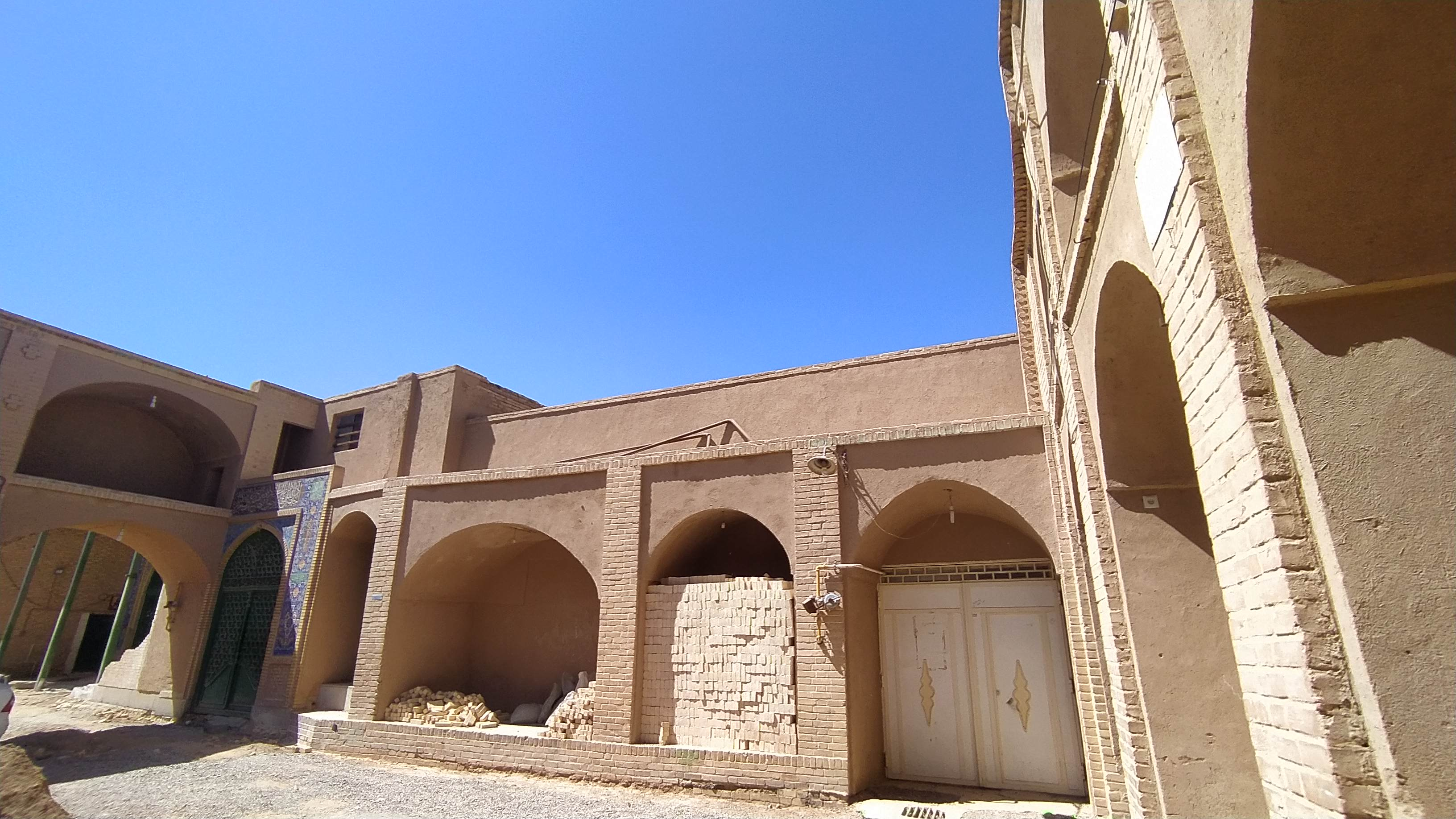

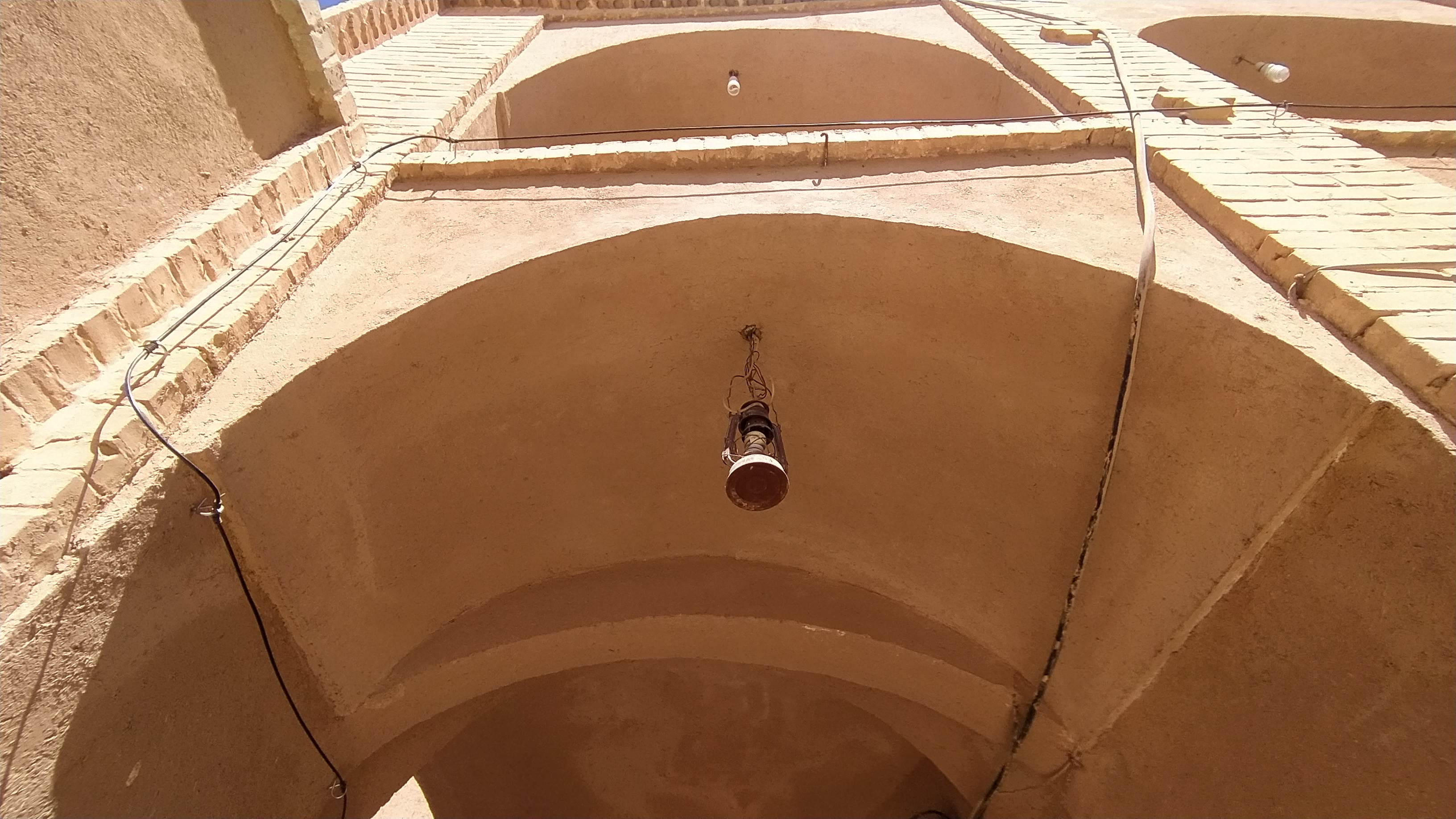